# Sober (Pink)
Sober è una canzone scritta e cantata dalla cantante Pink, estratta come secondo singolo da Funhouse, quinto album della cantante.

## Video musicale
Nel video musicale prodotto per Sober Pink spiega come in una festa lei fosse l'unica sobria mentre gli altri erano tutti ubriachi. Il video, girato in Svezia, inizia con Pink in una camera da letto con la televisione accesa e sola, da lì parte un flashback dove racconta questa festa e dove alla fine si ritrova con la sua parte "malvagia" che la invoglia a bere, alla fine Pink si ritrova in questa camera mentre fa l'amore con la sua altra metà.
Del video esiste anche una versione rated-r diretta dallo stesso Akerlund e che si riempie, differentemente dal video originale, di scene e situazioni sessuali pornografiche, alcune di queste che vedono da protagonista la stessa Pink (una di queste mentre la si vede cantare con dietro controfigure che effettuano azioni spinte ed esplicite).

## Tracce
CD Single 88697-42507-2
1. Sober – 4:11
2. When We're Through[12] – 4:22

Maxi CD Single 88697-43481-2
1. Sober – 4:11
2. When We're Through[12] – 4:22
3. Sober (Bimbo Jones Radio Edit) – 3:04
4. Sober (Junior's Spinning Around Tribal Dub) – 9:00

Promo CD 88697-41167-2
1. Sober (Main) – 4:11

## Successo commerciale
Commercializzata nel periodo autunnale del 2008, Sober è diventata subito una delle canzoni più trasmesse radiofonicamente al mondo. Dopo un mese circa dall'uscita a livello mondiale Sober ha ottenuto ottimi risultati anche a livello di classifica e diventando un tormentone in diversi stati come l'Australia, la Nuova Zelanda, la Germania, il Regno Unito e l'Austria. In Europa la canzone è diventata una dei maggiori successi dell'inverno 2009, nonostante questo non è riuscita ad ottenere gli ottimi risultati di So What. Le vendite di Sober sono pari a 3,000,000 di copie.

## Classifiche
| Classifica (2008)      | Posizione massima |
| ---------------------- | ----------------- |
| Australia              | 6                 |
| Austria                | 4                 |
| Belgio (Flanders)      | 70                |
| Canada                 | 14                |
| Danimarca              | 37                |
| Paesi Bassi            | 9                 |
| European Hot 100       | 5                 |
| Finlandia              | 13                |
| Germania               | 3                 |
| Irlanda                | 33                |
| Italia                 | 10                |
| Nuova Zelanda          | 7                 |
| Svizzera               | 9                 |
| Svezia                 | 12                |
| U.S. Billboard Hot 100 | 16                |
| U.S. Billboard Pop 100 | 14                |
| Regno Unito            | 9                 |
| Bulgaria               | 1                 |
| Repubblica Ceca        | 1                 |

## Cronologia delle pubblicazioni
| Paese       | Data             | Formato                       | Etichetta      |
| ----------- | ---------------- | ----------------------------- | -------------- |
| Stati Uniti | 31 ottobre 2008  | Download digitale             | Sony Music     |
| Australia   | 15 novembre 2008 | Download digitale, CD singolo | Sony Music     |
| Germania    | 5 dicembre 2008  | Download digitale, CD singolo | Sony Music     |
| Regno Unito | 19 gennaio 2009  | Download digitale, CD singolo | Sony Music     |
| Italia      | 20 gennaio 2009  | Download digitale             | LaFace Records |